# Jwala Gutta
Jwala Gutta és una esportista índia que competeix en bàdminton en la categoria de dobles. És d'Hyderabad, Índia. Està en el màxim nivell de plega especialista del seu país, i ha guanyat els Campionats de Bàdminton Nacionals 14 vegades fins al 2013. Va representar a l'Índia en el circuit internacional per més de 15 anys i ha estat companya amb Shruti Kurien en els seus principis de carrera, guanyant els nacionals amb ella per 6 anys seguits.
El duo es va trencar i Jwala es va aparellar amb Ashwini Ponnappa abans dels Jocs de la Commonwealth de Nova Delhi i van tenir gran èxit internacional. Amb aquest duo va guanyar consistentment un lloc en el top 20 del BWF Mundial Rànquing aconseguint arribar com a màxim a lloc núm. 10 el 2015.